# Algebra Banacha
Algebra Banacha – przestrzeń Banacha z określonym dodatkowym działaniem mnożenia wraz z którym tworzy ona algebrę nad ciałem liczb rzeczywistych (algebrę rzeczywistą) bądź zespolonych (algebrę zespoloną) i w której norma jest podmultiplikatywna, tj.
{\displaystyle \|a\cdot b\|\leqslant \|a\|\,\|b\|\quad (a,b\in A).}
Definicja ta ma również sens dla przestrzeni unormowanych, które niekoniecznie są zupełne – w takim przypadku mówi się o algebrach unormowanych. Jeżeli działanie mnożenia jest przemienne, to mówi się odpowiednio o przemiennych algebrach unormowanych i przemiennych algebrach Banacha.
Istnieją zasadnicze różnice w teorii zespolonych i rzeczywistych algebr Banacha wynikające z gorszych własności spektralnych tych drugich, skąd klasyczna teoria algebr Banacha dotyczy głównie zespolonych algebr Banacha. W analizie {\displaystyle p}-adycznej rozważa się również zdefiniowane podobnie jak wyżej algebry Banacha nad ciałem liczb {\displaystyle p}-adycznych (bądź innym ciałem z waluacją), jednak zwykle teorii tej nie zalicza się do teorii algebr Banacha. W niniejszym artykule rozważane będą głównie zespolone algebry Banacha.
Nazwa algebra Banacha została wprowadzona w 1945 przez Warrena Ambrose’a.

## Jedynka w algebrze Banacha
Definicja algebry Banacha nie wymaga by miała ona jedynkę, tj. element neutralny względem mnożenia. Skrajnym przykładem algebry Banacha bez jedynki jest dowolna przestrzeń Banacha {\displaystyle A} z trywialnym mnożeniem, tj. {\displaystyle a\cdot b=0(a,b\in A).} Każdą algebrę Banacha {\displaystyle A} można jednak rozszerzyć o jedynkę do większej algebry Banacha (tj. zbudować jej ujedynkowienie) w taki sposób by {\displaystyle A} była izometryczna z ideałem o kowymiarze 1 w ujedynkowieniu. Dokładniej, w sumie prostej {\displaystyle A\oplus \mathbb {C} } wprowadza się działanie mnożenia wzorem
{\displaystyle (a,\lambda )\cdot (b,\mu )=(ab+\lambda b+\mu a,\lambda \mu )\quad (a,b\in A,\lambda ,\mu \in \mathbb {C} ),}
wraz z którą jest ona algebrą. Algebra ta jest algebrą Banacha z normą
{\displaystyle \|(a,\lambda )|=\|a\|+|\lambda |\;(a\in A,\lambda \in \mathbb {C} )}.
Powyższe konstrukcje mają również sens dla rzeczywistych algebr Banacha; należy jedynie zastąpić wszędzie {\displaystyle \mathbb {C} } przez {\displaystyle \mathbb {R} .}

## Ciągłość mnożenia w algebrze Banacha
W algebrze Banacha operacja mnożenia jest ciągła. Jest to warunek charakteryzujący algebry będące jednocześnie przestrzeniami Banacha co do przenormowania. Dokładniej, jeżeli {\displaystyle A} jest taką algebrą, która jest przestrzenią Banacha z normą {\displaystyle |{\cdot }|} oraz mnożenie w niej jest ciągłe ze względu na każdą ze zmiennych, to istnieje norma równoważna na {\displaystyle A} wraz z którą {\displaystyle A} jest algebrą Banacha. Na przykład funkcja
{\displaystyle \|a\|=\sup\{|ab|\colon b\in A,|b|=1\}\;(a\in A).}
jest normą równoważną normie {\displaystyle |{\cdot }|} oraz jest podmultiplikatywna, tj. {\displaystyle A} wyposażona w tę normę jest algebrą Banacha.

## Przykłady
- Niech {\displaystyle X} lokalnie zwartą przestrzenią Hausdorffa oraz niech {\displaystyle C_{0}(X)} oznacza algebrę funkcji ciągłych o wartościach skalarnych, które znikają w nieskończoności, tj. takich funkcji ciągłych {\displaystyle f,} że dla każdego {\displaystyle \varepsilon >0} zbiór

{\displaystyle \{x\in X\colon |f(x)|\geqslant \varepsilon \}}
jest zwarty. W przypadku, gdy przestrzeń {\displaystyle X} jest zwarta, każda funkcja ciągła na {\displaystyle X} spełnia ten warunek, skąd przyjmuje się oznaczenie {\displaystyle C(X).} Algebra {\displaystyle C_{0}(X)} z normą supremum:
{\displaystyle \|f\|=\sup\{|f(x)|\colon x\in X\}\quad (f\in C_{0}(X))}
jest przemienną algebrą Banacha, która ma jedynkę wtedy i tylko wtedy, gdy przestrzeń {\displaystyle X} jest zwarta (jedynką jest wówczas funkcja stale równa 1).
- Przykładem skończenie wymiarowej algebry Banacha jest przestrzeń {\displaystyle M_{n}} macierzy kwadratowych stopnia {\displaystyle n} z działaniem zwykłego mnożenia macierzy i dowolną normą macierzową.
- Niech {\displaystyle E} będzie przestrzenią Banacha oraz niech {\displaystyle B(E)} oznacza algebrę wszystkich operatorów ograniczonych {\displaystyle T\colon E\to E} ze składaniem jako mnożeniem. Wówczas {\displaystyle B(E)} z normą operatorową

{\displaystyle \|T\|=\sup\{\|Tx\|\colon x\in E,\|x\|\leqslant 1\}\quad (T\in B(E))}
jest algebrą Banacha z jedynką (jedynką jest w tym wypadku operator identycznościowy). Algebra ta jest przemienna wtedy i tylko wtedy, gdy {\displaystyle \dim E\leqslant 1.}
- Niech {\displaystyle L_{1}(\mathbb {R} )} oznacza przestrzeń funkcji całkowalnych w sensie Lebesgue’a na prostej z mnożeniem określonym przez splot, tj.
{\displaystyle (f*g)(x)=\int \limits _{-\infty }^{\infty }f(t)g(x-t)\mathrm {d} t\;(f,g\in L_{1}(\mathbb {R} )).}

Jest to przykład algebry Banacha bez jedynki, którą jednak można aproksymować w takim sensie, iż istnieje ciąg {\displaystyle (e_{n})_{n\in \mathbb {N} }} o wyrazach z przestrzeni {\displaystyle L_{1}(\mathbb {R} )} o tej własności, że {\displaystyle \|e_{n}\|=1} dla każdej liczby naturalnej {\displaystyle n} oraz
{\displaystyle \lim _{n\to \infty }~\|e_{n}*f-f\|=\lim _{n\to \infty }~\|f*e_{n}-f\|=0}
dla każdej funkcji {\displaystyle f\in L_{1}(\mathbb {R} ).} Ogólniej, dla każdej lokalnie zwartej grupy topologicznej Hausdorffa z określoną na niej miarą Haara {\displaystyle \mu ,} przestrzeń {\displaystyle L_{1}(G)} funkcji {\displaystyle \mu }-całkowalnych na {\displaystyle G} z działaniem mnożenia splotowego określonego niżej jest algebrą Banacha:
{\displaystyle (xy)(g)=\int \limits _{G}x(h)y\left(h^{-1}g\right)\mu (\mathrm {d} h),\;x,y\in L^{1}(G).}
Algebra {\displaystyle L_{1}(G)} ma jedynkę wtedy i tylko wtedy, gdy grupa {\displaystyle G} jest dyskretna.
- Kwaterniony tworzą 4-wymiarową algebrę Banacha z normą daną przez ich moduł.
- Algebra Wienera.

## Otwartość grupy elementów odwracalnych a ciągłość operacji brania elementu odwrotnego
Niech {\displaystyle A} będzie (rzeczywistą bądź zespoloną) algebrą Banacha z jedynką 1. Zbiór {\displaystyle \mathrm {GL} (A)} złożony ze wszystkich elementów odwracalnych w {\displaystyle A} jest niepusty, gdyż zawiera 1 oraz jest grupą z mnożeniem dziedziczonym z {\displaystyle A.} Jeżeli {\displaystyle a\in A} oraz
{\displaystyle \delta :=\|1-a\|<1,}
to {\displaystyle a\in \mathrm {GL} (A).} Ponadto
{\displaystyle \|a^{-1}\|\leqslant {\frac {1}{1-\|1-a\|}}}.
Dowód. Niech {\displaystyle M<N} będą liczbami naturalnymi. Wówczas
{\displaystyle {\Big \|}\sum _{k=0}^{N}(1-a)^{k}-\sum _{k=0}^{M}(1-a)^{k}{\Big |}={\Big \|}\sum _{k=M+1}^{N}(1-a)^{k}{\Big \|}\leqslant \sum _{k=M+1}^{N}\|1-a\|^{k}\leqslant {\frac {\delta ^{M}}{1-\delta }}.}
Ponieważ prawa strona powyższej nierówności jest zbieżna do 0, ciąg sum częściowych ciągu {\displaystyle (1-a)^{k}} jest ciągiem Cauchy’ego, a więc jest on zbieżny do pewnego elementu {\displaystyle b\in A} (z zupełności {\displaystyle A}), tj.
{\displaystyle b=\sum _{k=0}^{\infty }(1-a)^{k}.}
Ponadto
{\displaystyle {\begin{aligned}ab&=(1-(1-a))\textstyle \sum _{k=0}^{\infty }(1-a)^{k}\\&=lim_{n\to \infty }(1-(1-a))\textstyle \sum _{k=0}^{n}(1-a)^{k}\\&=\lim _{n\to \infty }(1-(1-a)^{n+1})\\&=1\end{aligned}}}
oraz
{\displaystyle {\begin{aligned}ba&=\textstyle \sum _{k=0}^{\infty }(1-a)^{k}(1-(1-a))\\&=\lim _{n\to \infty }\textstyle \sum _{k=0}^{n}(1-a)^{k}(1-(1-a))\\&=\lim _{n\to \infty }(1-(1-a)^{n+1})\\&=1,\end{aligned}}}
ponieważ {\displaystyle \delta <1.} Pokazuje to, że {\displaystyle b=a^{-}1.} Co więcej,
{\displaystyle \|b\|=\lim _{n\to \infty }{\Big \|}\sum _{k=0}^{n}(1-a)^{k}{\Big \|}\leqslant \sum _{k=0}^{n}{\big \|}(1-a){\big \|}^{k}={\frac {1}{1-\|1-a\|}}.}
Z powyższego wynika, że grupa {\displaystyle \mathrm {GL} (A)} jest otwarta (w topologii pochodzącej od normy {\displaystyle A}).
Dowód. Niech {\displaystyle u\in A} będzie elementem odwracalnym oraz niech {\displaystyle a\in A} będzie dowolne. Wówczas {\displaystyle a=u(1-(1-u^{-1}a)).} W przypadku gdy {\displaystyle \|a-u\|<\|u^{-1}\|^{-1},} element {\displaystyle a} jest również odwracalny ponieważ
{\displaystyle \|1-u^{-1}a\|\leqslant \|u^{-1}\|\,\|a-u\|<1,}
więc element {\displaystyle u^{-1}a} (a więc i samo {\displaystyle a}) jest odwracalny.
Ostatecznie, funkcja
{\displaystyle a\mapsto a^{-1}\quad (a\in \mathrm {GL} (A))}
jest ciągła, tj. {\displaystyle \mathrm {GL} (A)} jest grupą topologiczną.
Dowód. Niech {\displaystyle a,b\in \mathrm {GL} (A).} Jeżeli {\displaystyle \|a-b\|<(2\|a^{-1}\|)^{-1},} to {\displaystyle \|1-a^{-1}b\|<2^{-1}.}
Stąd
{\displaystyle \|b^{-1}\|\leqslant \|b^{-1}a\|\|a\|=\|(a^{-1}b)^{-1}\|\|a\|\leqslant 2\|a^{-1}\|.}
Ostatecznie
{\displaystyle \|a^{-1}-b^{-1}\|\leqslant \|a^{-1}(a-b)b^{-1}\|\leqslant 2\|a^{-1}\|^{2}\ \|a-b\|,}
co dowodzi ciągłości operacji brania elementu odwrotnego.

## Ideały i ilorazowe algebry Banacha
Niech {\displaystyle A} będzie algebrą Banacha oraz niech {\displaystyle I} będzie domkniętym ideałem dwustronnym. W szczególności, {\displaystyle I} jest domkniętą podprzestrzenią liniową, więc przestrzeń ilorazowa {\displaystyle A/I} jest przestrzenią Banacha. Ponieważ {\displaystyle I} jest ideałem dwustronnym, {\displaystyle A/I} jest również algebrą. Algebra ta jest algebrą Banacha, tj. norma ilorazowa jest podmultiplikatywna.
Dowód. Niech {\displaystyle a,b\in A.} Wówczas
{\displaystyle {\begin{aligned}\|ab+I\|&=\textstyle \inf _{c\in ab+I}\|c\|\\&=\textstyle \inf _{c_{1}\in a+I,c_{2}\in b+I}\|c_{1}c_{2}\|\\&\leqslant \textstyle \inf _{c_{1}\in a+I,c_{2}\in b+I}\|c_{1}\|\cdot \|c_{2}\|\\&\leqslant \textstyle \inf _{c_{1}\in a+I}\|c_{1}\|\cdot \inf _{c_{2}\in b+I}\|c_{2}\|\\&=\|a+I\|\cdot \|b+I\|.\end{aligned}}}
Powyższa nierówność kończy dowód, ponieważ każdy element {\displaystyle A/I} jest postaci {\displaystyle a+I} dla pewnego {\displaystyle a\in A}.
Z ciągłości działań w algebrze Banacha wynika, że jeżeli {\displaystyle I} jest dowolnym ideałem w {\displaystyle A,} to jego domknięcie też jest ideałem w {\displaystyle A.}

### Przykłady
- Niech {\displaystyle X} będzie zwartą przestrzenią Hausdorffa. Wówczas każdy domknięty ideał {\displaystyle I} w {\displaystyle C(X)} jest postaci

{\displaystyle I=\{f\in C(X)\colon f|_{K}=0\}}
dla pewnego zwartego podzbioru {\displaystyle K\subseteq X.} Algebra ilorazowa {\displaystyle C(X)/I} jest wówczas izometrycznie izomorficzna jako algebra Banacha z {\displaystyle C_{0}(X\setminus K)}.
- Dla każdej przestrzeni Banacha {\displaystyle E,} zbiór {\displaystyle K(E)} złożony ze wszystkich operatorów zwartych na {\displaystyle E} jest domkniętym ideałem w {\displaystyle B(E).} Algebra ilorazowa {\displaystyle B(E)/K(E)} bywa nazywana algebrą Calkina przestrzeni {\displaystyle E} (czasami nazwa ta jest rezerwowana dla przypadku, gdy {\displaystyle E} jest ośrodkową przestrzenią Hilberta[11]).

## Przemienne algebry Banacha
Podstawowym przykładem przemiennej algebry Banacha jest algebra {\displaystyle C_{0}(X)} funkcji ciągłych o własnościach skalarnych na lokalnie zwartej przestrzeni Hausdorffa {\displaystyle X,} które znikają w nieskończoności. Jeżeli {\displaystyle A} jest przemienną algebrą Banacha, to rodzina jej maksymalnych ideałów modularnych {\displaystyle \Delta _{A}} z topologią Gelfanda jest (możliwie pustą) przestrzenią lokalnie zwartą Hausdorffa. Transformata Gelfanda
{\displaystyle \Phi \colon A\to C_{0}(\Delta _{A})}
jest ciągłym homomorfizmem, który jest różnowartościowy i ma gęsty obraz w przypadku, gdy {\displaystyle A} jest pół-prosta w sensie Jacobsona, tj. gdy niezerowe funkcjonały liniowo-multiplikatywne oddzielają punkty w {\displaystyle A.}

## Literatura dodatkowa
- William Arveson: A Short Course on Spectral Theory. Nowy Jork: Springer-Verlag, 2001. Brak numerów stron w książce